# Nosferatu, simfonija groze
Nosferatu: Simfonija groze (tudi Nosferatu, izvirno Nosferatu, eine Symphonie des Grauens) je nemška ekspresionistična vampirska grozljivka v režiji F. W. Murnaua in glavnega igralca Maxa Schrecka, ki je odigral vampirja grofa Orloka. Film, posnet leta 1921 in izdan leta 1922, je bil nepooblaščena priredba knjige Drakula Brama Stokerja, s spremenjenimi imeni in drugimi podrobnostmi, saj studio ni mogel pridobiti avtorskih pravic.

## Zgodba
Thomas Hutter dela v nepremičninskem podjetju v nemškem mestu Wisborg. Njegov delodajalec Knock ga pošlje v Transilvanijo, da bi dokončal prodajo hiše grofu Orloku. Hutter zaupa svojo ženo Ellen, njegovemu dobremu prijatelju Hardingu in njegovi sestri, pred vkrcanjem na ladjo. Ko je Hutter prišel v Transilvanijo, je ostal v gostilni, ker se je ustrašil govoric domačinov ob omembi imena Orlok. Domačini so ga odvračali od njegovega početja in ker se je Hutter ustrašil govoric ni hotel opraviti dela. 
Vendar se je naslednje dan odpravil do gradu, kjer ga je sprejel  sam grof Orlok. Ko grof Orlok prebere pismo, hoče sesati kri iz Hutterjeve rane, vendar gost pravočasno odmakne roko. Hutter nato zaspi v salonu. Ko se zbudi v praznem gradu opazi da ima na vratu nekakšen pik, domneva da je to pik komarja. To noč medtem ko je Hutter spal, grof Orlock podpiše dokumente za nakup Hutterjevega doma. Orlock vidi miniaturni portret Hutterjeve žene in občuduje njen lep vrat. Ko Hutter prebere knjigo Vampires, se mu začne dozdevati, da je grof Orlock vampir z imenom Nosferatu. Ko pa odpre vrata neke sobe pred sabo zagleda vampirja Nosferatuja, ki ga hoče ugrizniti v vrat. Hutter se z glavo med rameni hoče skriti vendar ga grof Orlock ugrizne. Prav v tem trenutku Hutterjeva žena Ellen zakriči, saj je v sanjah videla, kaj se je zgodilo njenemu možu. Naslednji dan Hutter začne raziskovati grad. Med raziskovanjem ga pot popelje v klet, kjer najde krsto, v kateri počiva grof Orlock. Ves prestrašenm hitro zbeži nazaj v svojo sobo. Hutter poskuša zbežati, vendar ko spleza skozi okno pade na tla se nezavesten zgrudi. Zbudi se v bolnišnici in spet poskuša zbežati, vendar brez uspeha. Medtem krste potujejo na splavu po reki navzdol. Ljudje, ki so na splavu, mislijo, da so v njih trupla, vendar se eden od njih opogumi ter jih odpre. Ugotovijo, da so v njih samo podgane. Gospod Knock se med tem časom začne čudno obnašati in zaprejo ga v psihiatrični oddelek bolnišnice. Kmalu Knock ukrade časopis in v njem prebere, da se ob Črnem morju širi kuga. Mnogi ljudje umirajo z ugrizom na vratu. Knock je zelo vesel novice. Nekaj Knockovih mornarjev prav tako zboli in sicer eden za drugim, kmalu zbolijo vsi, vendar je do takrat mrtev že prvi oficir. Sumijo, da sta umrla, zato ker sta izdala ukaz, da odprejo krste. Kmalu postane najnovešja Orlokova žrtev kapitan ladje. Ko ladja prispe v Wisborg, se Orlok se neopaženo pretihotapi v hišo, ki jo je kupil. Še prej poišče krsto, ki jo je poslal z ladjo, saj jo potrebuje, ker moč vampirja izvira iz zemlje, v kateri je bil pokopan, to zemljo pa hrani v krsti.
 Ko naslednji dan pregledujejo ladjo, najdejo mrtvega kapitana in prvega oficirja. Zdravniki postavijo diagnozo, da sta zbolela za kugo. Med meščani zavlada panika. Hutter se med tem časom vrne domov k ženi. Njegova žena se prav v tem trenutku iz Knjige vampirjev uči, kako ubiti vampirja. Kmalu v mestu umre veliko ljudi, med drugim tudi upravnik ki so ga ubili, ker ga je nekdo zamenjal za vampirja. Orlok kmalu določi novo žrtev in sicer Hutterjevo ženo Elleno. Ker ima odprto okno, se Orlok skrivaj splazi v njeno sobo in ji začne piti kri, vendar ne more nehati. Hutter sliši nekaj v ženini sobi in odpravi se pogledat. Vidi Orloka in ga ubije, ta pa se nato spremeni v dim. Ellena živi še toliko časa da objame žalostnega moža.

## Igralska zasedba
- Max Schreck kot grof Orlok
- Alexander Granach kot Knock
- Gustav von Wangenheim kot Thomas Hutter
- Greta Schröder Ellen kot žena gospoda Hutterja
- Georg H. Schnell kot G. Harding
- Ruth Landshoff kot Ruth Harding
- John Gottowt kot profesor Bulwer
- Gustav Botz kot zdravnik Sievers
- Max Nemetz kot kapitan ladje Demeter
- Wolfgang Heinz kot častnik ladje Demeter
- Heinrich Witte kot stražar
- Guido Herzfeldu kot gostilničar
- Karl Etlinger kot študent
- Hardy von Francois kot zdravnica
- Fanny Schreck kot medicinska sestra

## Produkcija

### Scenarij in reprodukcija
Nosferatu, simfonija groze je bila prva in edina produkcija nemškega filmskega studia Prana film, ustanovljenega leta 1920. Režiserja sta bila Enrico Dieckmann in Albin Grau. Grau je dobil navidh za film pozimi leta 1916, ko mu je srbski kmet dejal, da je njegov oče vampir in eden od nesmrtnih.
Dieckmann in Grau sta dala napisati scenarij za film Hanriku Galeenu. Sprva filmski studio ni prejel avtorskih pravic in filmskih pravic, ampak so jih kmalu dobili. Galeen je zgodbo postavil na sever Nemčije, natančneje v mesto imenovano Wisborg. Dodelal je idejo vampirja, prav tako je dodal v zgodbo, da je v mesto Wisborg kuga prišla z ladjo, na kateri so bile krste in v njih podgane.

### Snemanje
Snemanje se je začelo leta 1921 s posnetki kraja Wismar. Druge lokacije so bile Wassertor, dvorišče cerkve sv. Duha in pristanišče, v kraju Lübeck so posneli novo hišo vampirja Orloka. Nadaljnje snemanje je sledilo v kraju Lauenburg, Rostock in na Sylt. Filmska ekipa je tudi odpotovala na gorovje Krpati, kjer je grad Orava služil kot grad vampirja Orloka. Del filma so posneli tudi na Slovaškem.
Imeli so samo eno kamero in enega snemalca, zato se je snemanje zavleklo. Režiser je pozorno sledil scenariju za postavitev kamere in razsvetljave ter efektov. Zadnji del filma, kjer se Ellen žrtvuje in Orlok umre, so že vnaprej skrbno načrtovali, pri delu so celo uporabili metronom za nadzor hitrosti.

## Odziv
Kritiki so pohvalili film kot zelo dober, tehnično popoln, prav tako tudi popoln pri osvetlitvi in efektih. Revija v Berlinu, ki ocenjuje filme je napisala, da je film tehnično zelo popoln, prav tako so pohvalili tudi izbiro glavnega igralca, vendar so menili da bi imela njegova oblika večji učinek, če bi se videl le obris.